# Тустла Гутиерес
Тустла Гутиерес (на испански: Tuxtla Gutiérrez) е столица и най-голям град на югоизточния щат Чиапас в Мексико. Тустла Гутиерес е с население от 490 455 жители (2005) и обща площ от 412,40 км². Най-развитата индустрия в Тустла Гутиерес е строителството.